# British Chess Magazine
British Chess Magazine és la revista d'escacs que fa més anys que es publica de forma continuada. El primer número va sortir el gener de 1881, i ha aparegut amb periodicitat mensual fins i tot durant la I Guerra Mundial i la II Guerra Mundial. És coneguda en el món dels escacs pel seu acrònim: BCM.
El fundador i primer editor de la revista fou John Watkinson (1833-1923), qui havia prèviament editat la revista Huddersfield College Magazine, que fou la pionera entre les revistes d'escacs britàniques. Des dels primers moments, la revista va cobrir esdeveniments escaquístics d'àmbit mundial, i no només britànics.
És una revista independent i de propietat privada, sense dependència de la Federació Britànica d'Escacs.

## Directors
- John Watkinson (1833-1923), fundador de la revista 1881-1887.
- Robert Frederick Green (1856-1925), editor 1888-1893.
- Isaac McIntyre Brown (1858-1934), editor 1894-1920.
- Richard Clewin Griffith (1872-1955), editor 1920-1937, i alguns mesos de 1940.
- Harry Golombek (1911-1995), editor 1938-1940, Mestre Internacional.
- Julius du Mont (1881-1956), editor 1940-1949.
- Brian Patrick Reilly (1901-1991), editor 1949-1981.
- Bernard Cafferty (nascut el 1934), editor 1981-1991.
- Murray Chandler (nascut el 1960), editor 1991-1999, Gran Mestre Internacional.
- John Saunders (nascut el 1953), editor 1999 - agost 2010.
- Steve Giddins (nascut el 1961), editor setembre 2010 – abril 2011, Mestre de la FIDE.
- James Pratt (nascut el 1959), John Upham (nascut el 1960) i Shaun Taulbut (nascut el 1958), Mestre Internacional, coeditors maig 2011 - desembre 2015.
- Jimmy Adams (nascut el 1947) Mestre de la FIDE i Josip Asik (nascut el 1969) Mestre de la FIDE, coeditors gener 2016 – actualitat.